# Common Interface

Verschiedene mögliche Realisierungen

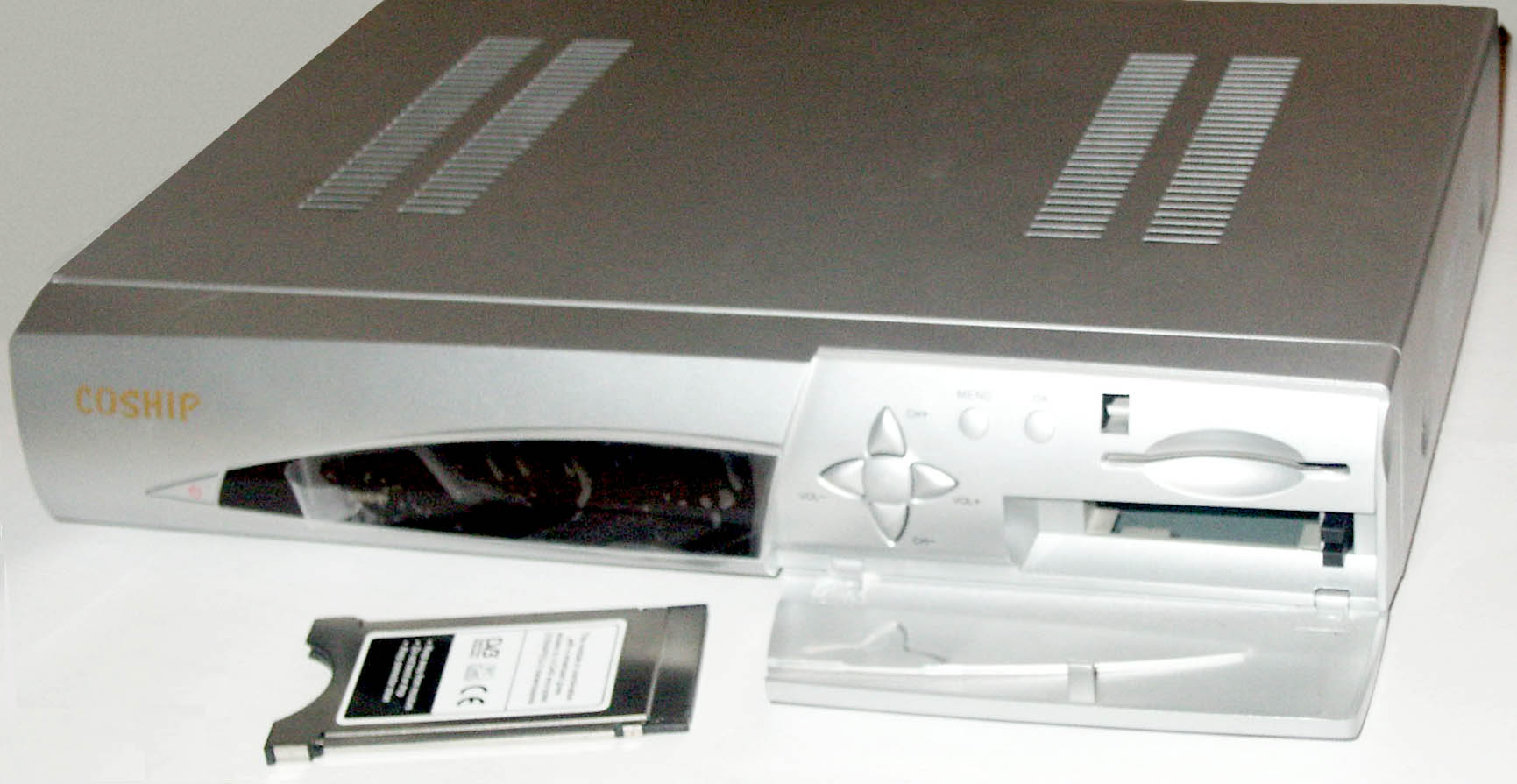
Common-Interface-Modul vor Receiver mit CI-Schacht (rechts)

Common Interface [ˈkɒmən ˈɪntəfeɪs] (deutsch „allgemeine Schnittstelle“), CI, ist eine Schnittstelle von DVB-Empfangsgeräten, die mit dem bei Notebooks zu findenden PCMCIA-Steckplatz kompatibel ist. Mittlerweile gibt es in vielen Receivern und TV-Geräten einen CI-Schacht. Karten, die in diesen Schacht passen, heißen CI-Module.

## Common Interface zur Entschlüsselung von Bezahlfernsehen
Die wichtigste und häufigste Gruppe von CI-Modulen bilden die Conditional Access Modules (CAMs), die wiederum eine Smartcard aufnehmen können und/oder einen Chip eingebaut haben. Diese dienen der Entschlüsselung empfangener DVB-Daten (in der Regel Bezahlfernsehen oder -radio). Das CI-Modul ist die Schnittstelle zwischen den verschlüsselten Daten und der Smartcard, auf der der Schlüssel liegt. Es gibt verschiedene Systeme (z. B. Nagravision oder allgemein Zugangsberechtigungssystem), von denen jedes CAM mindestens eines unterstützt.

## Weitere Anwendungsgebiete
Ein weiteres Anwendungsgebiet des Common Interface sind Module, die eine Interpretation zusätzlicher Video-Codecs ermöglichen sollen. In der Vergangenheit wurde bei der digitalen Videoübertragung in der Regel auf das MPEG-2-Format gesetzt, was zur Folge hatte, dass viele – insbesondere ältere – Empfangsreceiver ausschließlich die Interpretation des MPEG-2-Formates beherrschen. Viele Rundfunkbetreiber setzen jedoch mittlerweile auf das MPEG-4 Format, da dieses weniger datenaufwändig ist und bei gleicher Datenrate die 1,5-fache Anzahl an Rundfunksendern bei gleichbleibender Qualität übertragen werden kann.
Spezielle CI-Module sind in der Lage, MPEG-4-Daten zu konvertieren und als MPEG-2-Daten an den Receiver zurückzuliefern. Dabei gaukelt das CI-Modul dem Receiver vor, dass es sich bei den für das Endgerät nicht direkt interpretierbaren Daten um einen verschlüsselten Sender handelt und das CI-Modul diesen entschlüsseln kann.
Bei einigen Geräten wird das Common-Interface von Service-Technikern genutzt, um Fehlfunktionen und Störungen auswerten zu können.
Weitere Anwendungsgebiete des Common Interface waren Module zur Interpretation von Multimedia-Home-Platform-Anwendungen (MHP) und spezielle Netzwerkkarten, die es angeschlossenen Computern ermöglichen sollten, über Datendienste auf DVB-Multiplexen Applikationen herunterzuladen. Diese Anwendungsgebiete haben sich jedoch auf dem Markt nicht durchgesetzt. Die öffentlich-rechtlichen Rundfunksender haben ihre MHP-Dienste eingestellt.

## CI+ (CI Plus)

Logo CI+

Bei CI+ handelt es sich um eine proprietäre Weiterentwicklung des DVB-CI-Standards, das von den CAM-Herstellern Neotion und SmarDTV sowie den vier Fernsehgeräte-Herstellern Panasonic, Philips, Samsung und Sony erstmals 2007 spezifiziert wurde. Da CI+ keinen verabschiedeten Standard des DVB-Konsortiums darstellt, handelt es sich um keinen direkten Nachfolger des DVB-CI-Systems. Das DVB-Konsortium, dem über 270 Sender, Gerätehersteller, Provider und andere Industrievertreter angehören, arbeitete mehrere Jahre an einer Version 2.0 des DVB-CI-Standards. Diese wurde schließlich durch das DVB-Konsortium als BlueBook veröffentlicht. Die letzte Überarbeitung erfolgte im Februar 2019.

### Änderungen gegenüber dem CI-1.0-Standard
CI+ erlaubt es Sendeanstalten, im Fernsehsignal zusätzlich Nutzungsinformationen mitzusenden, so genannte Usage Rules Information (URI). Diese Anweisungen ermöglichen es den Inhalteanbietern, die Nutzung ihrer durch CI+ geschützten Inhalte auf CI+ zertifizierten Endgeräten einzuschränken; sie bestimmen, ob und wie die jeweiligen Inhalte genutzt werden dürfen. Dabei können sie für jede einzelne Sendung
- die Aufzeichnung auf maximal 90 Minuten beschränken (meist als „Time-Shift-only“ implementiert),
- die Wiedergabe von Fernsehaufnahmen zeitlich begrenzen (allerdings enthält die aktuelle CI+-Spezifikation (Version 1.3) auch ein unbegrenztes Zugriffsrecht),
- Fernsehaufnahmen unter Einsatz eines Geräteschlüssels an das jeweilige Aufnahmegerät binden (Aufnahmen CI+-geschützter Inhalte können somit nicht auf anderen Geräten wiedergegeben werden),
- festlegen, ob und in welcher Auflösung (evtl. Downscaling auf SDTV) die Videoausgabe über den analogen Ausgang (z. B. SCART) erfolgen soll und ob diese mit einem Kopierschutz (Macrovision) versehen wird, wie etwa bei HDTV-Sendungen.

Die CI+-Technologie beinhaltet noch weitere Änderungen gegenüber dem heutigen CI-1.0-Standard:
- CI+ verschlüsselt zuvor entschlüsselte Inhalte erneut, so dass diese nicht an anderen Schnittstellen abgegriffen werden können.
- Mittels aktiviertem „Host Service Shunning“ können Module, die auf dem alten DVB-CI-1.0-Standard beruhen, von der Entschlüsselung CI+ geschützter Services ausgeschlossen werden (ist das Shunning nicht aktiv gesetzt, kann der jeweilige Service sowohl von einem geeigneten DVB-CI-Modul als auch einem geeigneten CI+-Modul entschlüsselt werden).
- Es wird nicht mehr möglich sein, mehr als ein Pay-TV-Angebot zu entschlüsseln, soweit diese unterschiedliche Verschlüsselungen anwenden (Twin- oder Multi-CAM), z. B. Arena+Sky oder ORF+SF+SkyAT. Damit ist der Endkunde noch enger an einen Broadcaster gebunden (der Nutzer kann aber verschiedene CI+-Module parallel verwenden, wenn sein Empfangsgerät über entsprechend viele CI+-Slots verfügt).
- Die Ausgabe von HD-Signalen wird nur an HD-ready-zertifizierten Geräten möglich sein, da nur diese eine durchgehende Verschlüsselung des Datenstroms bis zum Display via HDCP unterstützen.
- Das vom „CI+-Konsortium“ (CI Plus LLP) beauftragte Trustcenter kann CI+-kompatible Geräte beim Anwender aus der Ferne außer Betrieb setzen (Revocation, z. B. wenn festgestellt wird, dass ein Gerät den Kopierschutz kompromittiert).

Diese Einschränkungen betreffen vor allem DVB-Rekorder. Empfänger ohne Aufnahmefunktion sind von vielen der genannten Restriktionen nur teilweise betroffen.

### Technische Wirkungsweise von „Host Shunning Flags“
CI+ verwendet die gleiche Hardwareschnittstelle (PCMCIA) wie das ursprüngliche Common Interface.
Bisherige Receiver, die noch einen CI-Schacht haben, werden mit CAMs des CI-1.0-Standards problemlos weiter funktionieren: Aufgrund der Abwärtskompatibilität mit CI 1.0 sind die o. g. Host-Shunning-Flags („Anweisungen“) völlig getrennt vom Videostream und der Verschlüsselung. D. h., die Sendungs-Streams sowie deren Verschlüsselung werden nicht geändert. CI-Schächte und CA-Module (CAMs) nach dem CI-1.0-Standard werden daher die Host-Shunning-Flags einfach ignorieren. Wird in einen CI-1.0-Schacht ein CI+-CAM eingesetzt, funktioniert die Entschlüsselung CI+-geschützter Inhalte in der Regel nicht.
Verbraucher können also ihre bisherigen CI-1.0-Geräte weiter nutzen (Neuabonnenten müssen je nach Broadcaster dabei einige Vorkehrungen beachten, z. B. die Seriennummer eines zertifizierten Empfängers mit einer CAM-fähigen Smartcard vorweisen können und im Fall einiger Kabel-Broadcaster auf die passende CAM-Firmware achten), vorausgesetzt, für die zu empfangenden Sender gibt es ein CAM des 1.0-Standards.
Receiver mit einem CI+-Schacht werden jedoch die Entschlüsselung unterbinden, wenn ein bisheriges CAM des 1.0-Standards eingesteckt ist (vorausgesetzt, der jeweilige Sender hat „Host Service Shunning“ aktiviert, ansonsten funktionieren auch alte Module des DVB-CI-1.0 Standards).

### Kritik an CI+
Die entwickelte Spezifikation wird von Verbraucherschützern stark kritisiert. Häufig wird die CI+-Spezifikation als Bevormundung und Einschränkung der Zuschauer-Rechte verurteilt. Die Verbraucherzentrale NRW empfahl 2009 potentiellen Käufern, keine HD-Sat-Receiver zu kaufen, um eine Fehlinvestition aufgrund des schnelllebigen Marktes zu vermeiden. Die Verbraucherzentrale Rheinland-Pfalz warnte aufgrund der zuschauerunfreundlichen Eigenschaften der CI+-Technik vor einer technischen Entmündigung und erheblichen Gängelung der Fernsehzuschauer.
Die Kritikpunkte im Einzelnen sind:
- Dem Benutzer können beliebte Funktionen wie z. B. das Vorspulen während Werbeblöcken oder das Überspielen von Aufnahmen auf Wechseldatenträger verweigert werden. Wann welche Funktion gesperrt wird, entscheidet der Inhalteanbieter.[6]
- Kunden werden noch enger an einen Pay-TV-Anbieter gebunden, da es nicht möglich ist, unterschiedliche Verschlüsselungen anzuwenden (Twin- oder Multi-CAM). Damit ein Kunde z. B. abwechselnd Arena und Sky oder ORF, SRF und SkyAT empfangen kann, müsste er jedes Mal das CAM wechseln (oder er kauft sich ein Empfangsgerät, welches über mehrere CI+-Slots verfügt, und kann damit auch mehrere Module parallel betreiben).
- Die Nutzung von DVB-Receivern wird gegenüber dem heutigen CI-1.0-Standard erheblich eingeschränkt (s. o.)
- Ob die riesige installierte Basis von Geräten mit dem weltweit verbreiteten DVB-CI-Slot sich auf CI-Plus umrüsten lässt, ist unklar.[7][8][9]
- Aufgrund der hohen Hardwareanforderungen und Lizenzkosten kostet ein CI+-CAM mehr, zusätzlich wird ein neuer CI+-fähiger Receiver nötig, wenn ein Hersteller keine Firmware-Aktualisierung für das vorhandene Gerät anbietet.[8] Eine Aufnahme von HD+-Sendern ist mit auf diese Weise nachgerüsteten Receivern nicht möglich.[10][11]
- Multituner-Lösungen, die den parallelen Empfang von mehr als einer Sendung ermöglichen (z. B. Aufnehmen und Fernsehen gleichzeitig, Bild-im-Bild), sind nicht mehr nutzbar, da nicht mehr als eine Sendung gleichzeitig entschlüsselt werden kann. Verwendet man Geräte mit mehreren CI+-Slots und entsprechend mehrere CI+-Module, kann man diese Einschränkung umgehen. Zudem soll mit CI+-Version 1.4 „Dual-tuner support“ Einzug in die Spezifikation halten.[12]
- Es ist fraglich, ob PC-basierte Fernsehrekorder (z. B. Linux-basierte Receiver und HTPC) eine CI+-Lizenzierung erhalten werden, so dass diese Produktkategorie bei Erfolg von CI+ vom Markt verschwinden könnte. Grund: Mit der Re-Verschlüsselung (s. o.) soll verhindert werden, dass die Fernsehinhalte z. B. an USB-, Ethernet-, Festplatten-Schnittstellen abgegriffen werden können.
- Kunden müssen hinnehmen, dass ihr Empfänger bzw. Rekorder durch das Trustcenter per Signalübertragung von der CI+-Entschlüsselung ausgeschlossen werden kann, wenn die CI+-Sicherheit des Empfangsgerätes nicht mehr gewährleistet ist (kompromittiert). Bis auf die CI+-Funktionalität arbeitet das Empfangsgerät aber problemlos weiter. Erst durch eine neue Firmware des Herstellers, mit der bisherige Aufnahmen voraussichtlich nicht mehr abspielbar wären, ließen sich betroffene Empfangsgeräte wieder für die Entschlüsselung CI+-geschützter Inhalte nutzen.

### Interessenlage der Beteiligten

#### Interessenlage der Rechteinhaber

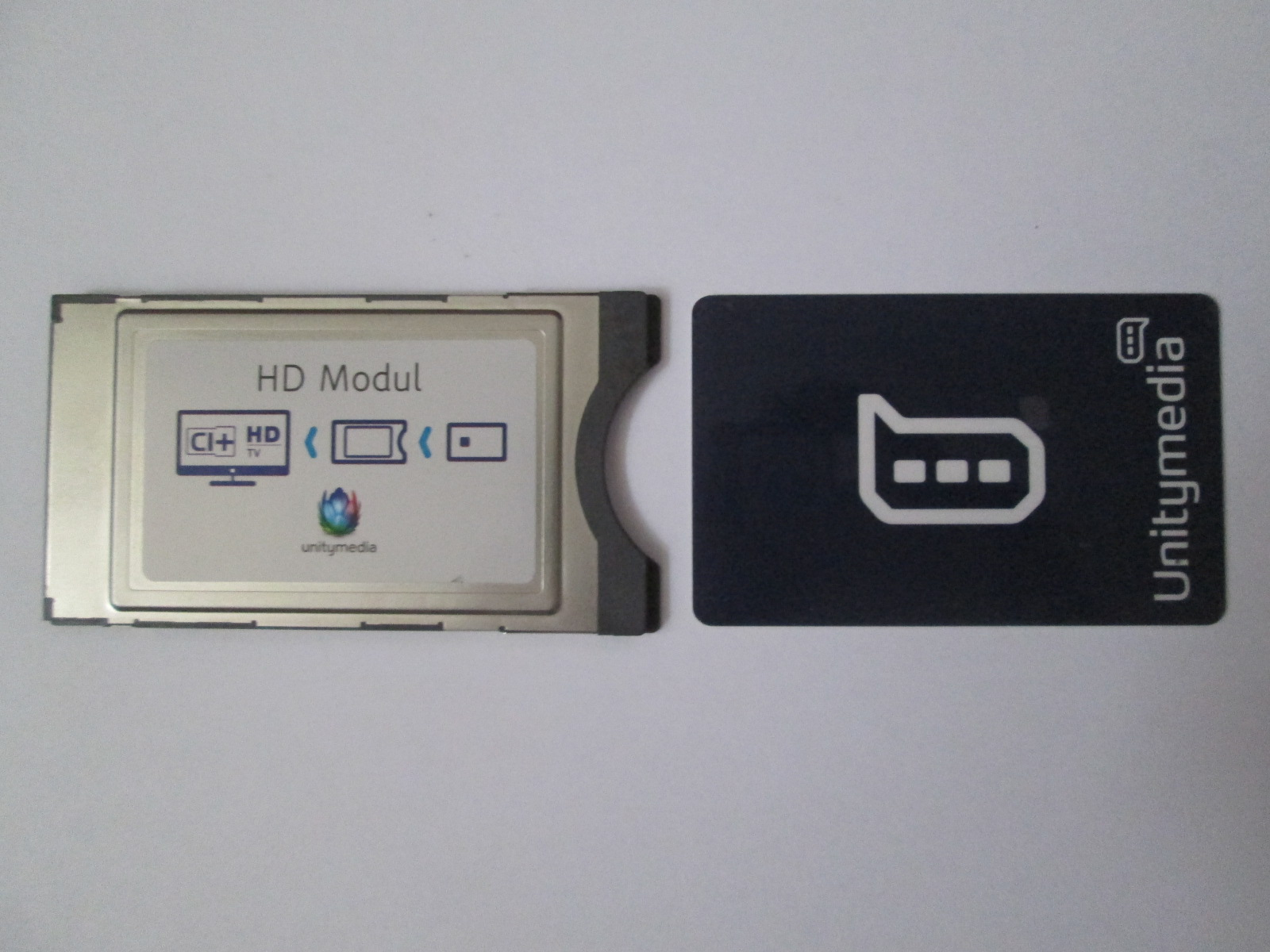
Unitymedia HD Modul & Smartcard „UM02“

Da bei DVB-Recordern mit CI+ die Fernsehsendung neu verschlüsselt wird und nur noch auf diesem Gerät abspielbar ist, erhoffen sich die Rechteinhaber einen besseren Kopierschutz, d. h. eine wesentlich geringere digitale Weitergabe über das Internet, Schwarzkopien etc. und damit geringere Umsatzeinbußen.

#### Interessenlage der Broadcaster und Sendeanstalten
Mit einem besseren Kopierschutz und der Möglichkeit, Fernsehaufnahmen von z. B. neuen Filmen erst einmal völlig zu unterbinden, verschaffen sich die Broadcaster und Sendeanstalten eine bessere Verhandlungsposition beim Einkauf von Film- und Fernsehrechten.
Kabelnetzbetreiber, wie beispielsweise Vodafone Kabel Deutschland, Kabel BW, UPC Schweiz, Unitymedia und Tele Columbus, haben bereits angekündigt, die Spezifikation entsprechend zu unterstützen.
Laut SES Astra setzt der Empfang der HDTV-Versionen von RTL, VOX, ProSieben, Sat.1 und kabeleins, die seit Herbst 2009 bzw. Januar 2010 über das neue Astra-Angebot HD+ angeboten werden, einen CI+-kompatiblen Empfänger voraus. Gemäß Astra ist der Empfang von HD+ auch über HD-Receiver mit einer konventionellen CI-Schnittstelle möglich; die HD-Receiver müssen hierzu durch eine Aktualisierung der Firmware für HD+ angepasst werden (unter Umständen werden bisherige Komfortfunktionen dadurch deaktiviert oder eingeschränkt). Ende 2010 waren derartige Updates für 100 Geräte von 19 Herstellern verfügbar. Sky Deutschland (ehemals Premiere) kündigte im September 2010 an, bis Weihnachten 2010 ebenfalls ein CI-Plus-Modul anzubieten. Im Dezember 2010 stellte sich jedoch heraus, dass es sich dabei um ein zeitlich befristetes Angebot in Verbindung mit Neugeräten weniger Hersteller handelte.
Da die Kunden Sendungen mit CI+-Anweisungen mit Geräten, die noch über den „alten“ CI-Schacht verfügen, uneingeschränkt empfangen können, können die Sendeanstalten oder Broadcaster eine flächendeckende Einführung von CI+ nur dann durchsetzen, wenn sie
- auf eine Verschlüsselung wechseln, für die es keine CAMs nach dem 1.0-Standard gibt.
  - Im Fall des HD+-Angebots von Astra HD+ existieren Gerüchte, dass eine solche Verschlüsselung zur Anwendung kommen soll.
  - Broadcaster mit einem bestehenden Kundenstamm müssten dann nicht nur sämtliche Smartcards, sondern auch alle in der Vergangenheit anerkannten Geräte mit CIs nach dem 1.0-Standard austauschen.
  - Dazu kommt, dass Hersteller von CA-Modulen (v. a. aus dem Graumarkt) diese Maßnahme unterlaufen würden, wenn sie ebensolche CAMs anbieten.
  - Broadcaster mit einem bestehenden Kundenstamm könnten neue HDTV-Sender mit einer neuen Verschlüsselung versehen, so dass sie bei Kunden, die wegen HDTV ein neues Empfangsgerät benötigen, ein CI+-fähiges Empfangsgerät einführen können.
- Smartcards ausgeben, die nur in CAMs der CI+-Spezifikation funktionieren. Der Versuch von Premiere (Sky), NDS Videoguard einzuführen, hat gezeigt, dass dies offenbar schwer ist: Premiere/Sky muss weiterhin Nagravision-Smartcards anbieten, wenn der Kunde eine Seriennummer eines existierenden Geräts mit einem CI des Standards 1.0, z. B. die einer D-Box oder einen Premiere-zertifizierten CI-1.0-HD-Receiver, vorweisen kann.

#### Interessenlage der Hersteller
Hersteller von Fernsehgeräten und Set-Top-Boxen, vor allem solche mit DVB-C-Empfängern (digitales Kabelfernsehen), die ihre Systeme nicht kostenträchtig und unter funktionalen Einschränkungen bei Anbietern wie Sky, Kabel Deutschland, Unitymedia etc. lizenzieren lassen, können solche Geräte bislang nur in geringeren Stückzahlen absetzen. Grund: Die Anbieter verweigern den Abschluss eines Pay-TV-Abonnements, wenn ein Endkunde beim Abschluss keine Seriennummer eines lizenzierten Geräts angeben kann.
Nachdem die meisten deutschsprachigen Kabelnetzbetreiber ihre Unterstützung von CI+ angekündigt haben (s. o.), stellt CI+ vor allem für Fernsehgerätehersteller die Möglichkeit dar, auch Geräte mit zusätzlichem DVB-C-Empfänger und CI+-unterstützenden CA-Modulen absetzen zu können. Die Gründungsmitglieder von CI Plus LLP waren allesamt Hersteller von Fernsehgeräten, die im deutschsprachigen Raum keine oder kaum DVB-C-fähige Endgeräte im Angebot hatten.
Darüber hinaus mögen größere Hersteller in CI+ die Chance für höhere Marktanteile erkennen, indem sie CI+ als „Innovation“ vermarkten, damit die Verbraucher verunsichern (Sorge vor zukünftigen Inkompatibilitäten ihrer jetzigen Geräte) und somit Marktanteile dazugewinnen. Das Gleiche gilt wohl auch für Kudelski/Nagravision/SmarDTV, den Lizenzgeber von CI+.
Eine Reihe weiterer Unterhaltungselektronik-Hersteller unterstützt die Spezifikation bereits oder hat es angekündigt, z. B. Sony, Philips, Topfield, Loewe, JVC, LG, Panasonic, Samsung.
Auch Hersteller wie NDS (Videoguard-Verschlüsselungssystem), Irdeto, Neotion, SmarDTV oder Smit bieten inzwischen CI+-kompatible Conditional-Access-Module an, über die kostenpflichtige Pakete von einigen Kabelnetzbetreibern (DVB-C, DVB-C2), Satellitenanbietern (DVB-S2, HD+) und Pay-TV-Sendern wie Sky bezogen werden können.

#### Interessenlage der Konsumenten
CI+ bietet, verglichen mit dem normalen Common Interface, für Konsumenten technisch ausschließlich Nachteile, von denen einige oben aufgezählt sind. Es besteht nur die theoretische Chance, indirekt von einer erhöhten Bereitschaft der Inhalteanbieter zu profitieren, bessere Inhalte über dieses Verfahren anzubieten.